# Многодокументный интерфейс с вкладками
Многодокументный интерфейс с вкладками (англ. tabbed document interface) — разновидность графического интерфейса пользователя, в котором каждый документ отображается на отдельной вкладке общего окна.

## Применение
Благодаря компактности и простоте написания, вкладочный интерфейс широко используется в самом разном ПО (браузеры, среды программирования и т. д.), а также в простом самописном ПО.
Несколько программ, применяющих этот подход.
- Все крупные браузеры (2016) для настольных компьютеров, iOS и Android: Microsoft Edge, Mozilla Firefox, Google Chrome, Apple Safari.
- Многие системы программирования: Embarcadero RAD Studio, Code::Blocks.

## Сравнение соднодокументным интерфейсом
Преимущества
- Если в программе есть какие-то общие интерфейсные элементы, относящиеся ко всем документам, интерфейс на вкладках — логичный шаг;
- Логически отделяются окна документов от окон других программ;
- Расходуется меньше памяти;
- Панели управления разных окон находятся в одном и том же месте;
- Логичный шаг, когда все документы — это части одного «мегадокумента» или «проекта» (как и в MDI).

Недостатки
- Тяжело работать с большим количеством программ одновременно (впрочем, как и в MDI);
- Не работают встроенные в ОС функции переключения между программами наподобие Aero Flip 3D и Exposé;
- Невозможно увидеть несколько документов одновременно. Эта задача решается гибридными схемами (см. ниже);
- Не получается задействовать много мониторов;
- Авария с одним из документов приводит к аварии всей программы (как и в MDI).

## Сравнение смногодокументным интерфейсом
Преимущества
- Лёгкий доступ к различным документам (как и в SDI);
- При переключении между несколькими окнами: заголовки окон не отнимают места;
- Нет хаоса на рабочем столе, когда открываются несколько документов;
- Как следствие — программисту не нужно писать какие-либо ухищрения для борьбы с этим хаосом, а пользователю — располагать окна в нужном порядке.

Недостатки
- Не работают встроенные в ОС функции переключения между программами наподобие Aero Flip 3D и Exposé;
- Невозможно увидеть несколько документов одновременно. Эта задача решается гибридными схемами (см. ниже);
- Невозможно задействовать много мониторов;
- Если документы имеют размеры меньшие, чем экран — излишний расход места на экране.

## Гибриды
Вкладочный интерфейс — благодатная почва для различных интерфейсных гибридов. Вот несколько вариантов.

### Фреймовый интерфейс

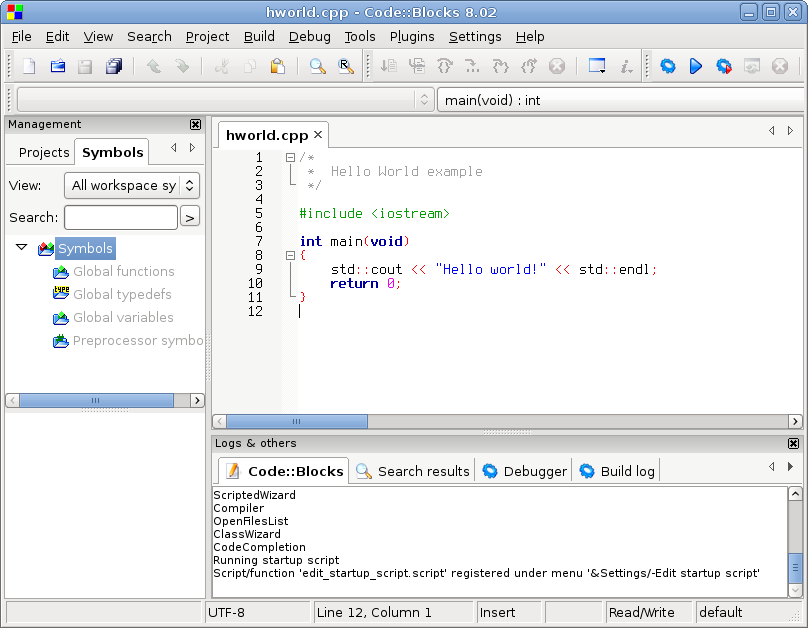
В Code::Blocks применяется фреймово-вкладочный интерфейс.

Окно программы делится на несколько фреймов. В каждом из них можно держать несколько вкладок с документами. Типичный пример — Code::Blocks.
Преимущества: малый расход места на экране сочетается с возможностью видеть несколько документов. 

Недостатки: сложно программируется; упрощённые реализации могут накладывать свои ограничения (например, часть документов располагаются в панели гаджетов и видны постоянно, а остальные — на вкладках); невозможно расположить документы на разных мониторах или разных «рабочих столах»; некоторые типы панелей (например, миникарта в редакторе уровней) отнимают больше места, чем они реально занимают.

### MDI-окна как вкладки
Гибрид вкладочного и многодокументного интерфейса, в котором пользователь переключается между MDI-окнами с помощью вкладок (как в Opera до 12 версии на движке Presto или IDA Pro).
Подобный подход демонстрирует и Adobe Photoshop CS4. По умолчанию в программе используется вкладочная панель; если вытянуть корешок с панели, вкладка превращается в MDI-окно.
Преимущества: простота программирования; лёгкость переключения и компактность TDI сочетается с гибкостью MDI. 
 
Недостатки: формально это MDI с его высоким расходом памяти; панель вкладок отнимает место; зачастую не удаётся задействовать несколько мониторов; не решена проблема группировки документов.

### Вкладки в MDI-окнах
Обратная концепция интерфейса: есть несколько MDI-окон, в каждом из которых есть вкладки. Примеры: традиционный интерфейс Delphi и C++ Builder, панели управления в Adobe Photoshop.
Преимущества: группирует разнотипные документы.  

Недостатки: универсальный интерфейс сложно программируется, а упрощённые реализации могут накладывать свои ограничения (например, конструктор форм в Delphi долгое время был отдельным окном).